# Adeus às Armas (1957)
Adeus às Armas (em inglês:  A Farewell to Arms) é um filme norte-americano de 1957, do gênero drama romântico de guerra, dirigido por Charles Vidor, com roteiro de Ben Hecht baseado na obra homônima de Ernest Hemingway.
Este último filme produzido por David O. Selznick[carece de fontes?] teve locações nos Alpes italianos, Veneza, Udine, Lácio e Roma.[carece de fontes?]
A história já havia sido filmada anteriormente, por Frank Borzage em 1932.

## Enredo
O estadunidense Frederick Henry vai à Itália durante a Primeira Guerra Mundial, procurando trabalho como correspondente de guerra, mas acaba se tornando motorista de ambulância com a insígnia de tenente. Às vésperas de uma ofensiva italiana contra o exército austro-húngaro, ele conhece a ajudante da Cruz Vermelha inglesa Catherine Barkley e os dois se apaixonam. Henry é ferido na batalha e é levado para o hospital americano em Milão.
Graças aos seus amigos italianos, os dois se reencontram no hospital e ficam juntos durante a recuperação de Henry. Catherine engravida mas não quer se casar. Henry é forçado a retornar para a sua unidade. Ele volta num momento difícil, quando os alemães conseguem forçar os italianos a recuar. Durante o caos que se segue, seu amigo oficial e médico Alessandro Rinaldi é fuzilado pelos próprios soldados italianos, o que faz Henry dar baixa. Ele volta para Catherine e os dois escapam para a Suíça.

## Elenco
- Rock Hudson ..... Frederick Henry
- Jennifer Jones ..... Catherine Barkley
- Vittorio De Sica ..... Major Alessandro Rinaldi
- Oskar Homolka ..... Dr. Emerich
- Mercedes McCambridge ..... Senhora Van Campen
- Elaine Stritch ..... Helen Ferguson
- Kurt Kasznar ..... Bonello
- Alberto Sordi ..... Padre Galli

## Premiações e indicações
Oscar 1958
- Indicado
  - Melhor ator coadjuvante (Vittorio De Sica)[3]